# Israel i olympiska sommarspelen 2004
Israel i olympiska sommarspelen 2004 bestod av 36 idrottare som blivit uttagna av Israels olympiska kommitté.

## Bordtennis
| Idrottare         | Gren      | Omgång 1             | Omgång 2             | Omgång 3             | Omgång 4             | Kvartsfinaler        | Semifinaler          | Final                |                  |
| Idrottare         | Gren      | Motståndare Resultat | Motståndare Resultat | Motståndare Resultat | Motståndare Resultat | Motståndare Resultat | Motståndare Resultat | Motståndare Resultat |                  |
| ----------------- | --------- | -------------------- | -------------------- | -------------------- | -------------------- | -------------------- | -------------------- | -------------------- | ---------------- |
| Marina Kravchenko | Damsingel | Volakaki (GRE) W 4-0 | Badescu (ROU) W 4-2  | Boroš (CRO) L 0-4    | Gick inte vidare     | Gick inte vidare     | Gick inte vidare     | Gick inte vidare     | Gick inte vidare |

## Brottning
Grekisk-romersk
| Yasha Manasherov     | 74 kg  | Pool 4 Khalimov (KAZ) L 0-8 Recuero (ESP) L TO | 3 | Gick inte vidare | Gick inte vidare | Gick inte vidare | Gick inte vidare |
| Gotsha Tsitsiashvili | 84 kg  | Pool 4 Noumonvi (FRA) W 3-1 Mishin (RUS) L 0-3 | 2 | Gick inte vidare | Gick inte vidare | Gick inte vidare | Gick inte vidare |
| Yuri Evseitchik      | 120 kg | Pool 4 López (CUB) L 0-5 Gül (TUR) L 0-3       | 3 | Gick inte vidare | Gick inte vidare | Gick inte vidare | Gick inte vidare |

## Friidrott
Herrar
Bana, maraton och gång
| Idrottare    | Gren    | Heat     | Heat      | Kvartsfinal | Kvartsfinal | Semifinal | Semifinal | Final    | Final     |
| Idrottare    | Gren    | Resultat | Placering | Resultat    | Placering   | Resultat  | Placering | Resultat | Placering |
| ------------ | ------- | -------- | --------- | ----------- | ----------- | --------- | --------- | -------- | --------- |
| Asaf Bimro   | Maraton | i.u.     | i.u.      | i.u.        | i.u.        | i.u.      | i.u.      | 2:25:20  | 59        |
| Seteng Ayele | Maraton | i.u.     | i.u.      | i.u.        | i.u.        | i.u.      | i.u.      | 2:17:25  | 20        |

Fältgrenar och tiokamp
| Idrottare          | Gren     | Kval     | Kval      | Final    | Final     |
| Idrottare          | Gren     | Resultat | Placering | Resultat | Placering |
| ------------------ | -------- | -------- | --------- | -------- | --------- |
| Aleksandr Averbukh | Stavhopp | 5.70     | =1 Q      | 5.65     | 8         |

Damer
Bana, maraton och gång
| Idrottare     | Gren           | Heat     | Heat      | Kvartsfinal | Kvartsfinal | Semifinal        | Semifinal        | Final            | Final            |
| Idrottare     | Gren           | Resultat | Placering | Resultat    | Placering   | Resultat         | Placering        | Resultat         | Placering        |
| ------------- | -------------- | -------- | --------- | ----------- | ----------- | ---------------- | ---------------- | ---------------- | ---------------- |
| Irina Lenskiy | 100 meter häck | 13.75    | 8         | i.u.        | i.u.        | Gick inte vidare | Gick inte vidare | Gick inte vidare | Gick inte vidare |
| Nili Abramski | Maraton        | i.u.     | i.u.      | i.u.        | i.u.        | i.u.             | i.u.             | 2:48:08          | 42               |

## Fäktning
Damer
| Ayelet Ohayon | Florett | i.u. | Bauer (GER) L 10-15 | Gick inte vidare | Gick inte vidare | Gick inte vidare | Gick inte vidare | Gick inte vidare |

## Gymnastik

### Artistisk
Herrar
Mångkamp, ind.
| Idrottare    | Kval    | Kval    | Kval    | Kval    | Kval    | Kval    | Kval   | Kval      | Final   | Final   | Final   | Final   | Final   | Final   | Final  | Final     |
| Idrottare    | Redskap | Redskap | Redskap | Redskap | Redskap | Redskap | Totalt | Placering | Redskap | Redskap | Redskap | Redskap | Redskap | Redskap | Totalt | Placering |
| Idrottare    | F       | PH      | R       | V       | PB      | HB      | Totalt | Placering | F       | PH      | R       | V       | PB      | HB      | Totalt | Placering |
| ------------ | ------- | ------- | ------- | ------- | ------- | ------- | ------ | --------- | ------- | ------- | ------- | ------- | ------- | ------- | ------ | --------- |
| Pavel Gofman | 9.437   | 9.475   | 9.462   | 9.375   | 9.612   | 9.362   | 56.723 | 12 Q      | 9.100   | 9.262   | 9.425   | 9.112   | 9.725   | 9.062   | 55.686 | 19        |

### Rytmisk
| Idrottare         | Gren         | Kval     | Kval   | Kval   | Kval   | Kval   | Kval      | Final            | Final            | Final            | Final            | Final            | Final            |
| Idrottare         | Gren         | Tunnband | Boll   | Käglor | Band   | Totalt | Placering | Tunnband         | Boll             | Käglor           | Band             | Totalt           | Placering        |
| ----------------- | ------------ | -------- | ------ | ------ | ------ | ------ | --------- | ---------------- | ---------------- | ---------------- | ---------------- | ---------------- | ---------------- |
| Katerina Pisetsky | Individuellt | 22.675   | 22.750 | 23.100 | 21.425 | 89.950 | 16        | Gick inte vidare | Gick inte vidare | Gick inte vidare | Gick inte vidare | Gick inte vidare | Gick inte vidare |

## Judo
Herrar
| Idrottare     | Gren                    | Sextondelsfinal                                                                              | Åttondelsfinal              | Kvartsfinal            | Semifinal            | Återkval                                                               | Final                                      | Final            |
| Idrottare     | Gren                    | Motståndare Resultat                                                                         | Motståndare Resultat        | Motståndare Resultat   | Motståndare Resultat | Motståndare Resultat                                                   | Motståndare Resultat                       | Placering        |
| ------------- | ----------------------- | -------------------------------------------------------------------------------------------- | --------------------------- | ---------------------- | -------------------- | ---------------------------------------------------------------------- | ------------------------------------------ | ---------------- |
| Gal Yekutiel  | Extra lättvikt (-60 kg) | Inledande match Techovas (LTU) W 0101-0000 Sextondelsfinal Williams-Murray (USA) L 0000-1010 | Gick inte vidare            | Gick inte vidare       | Gick inte vidare     | Gick inte vidare                                                       | Gick inte vidare                           | Gick inte vidare |
| Ehud Vaks     | Halv lättvikt (-66 kg)  | Miresmaeili (IRI) W DSQ                                                                      | Meridja (ALG) L 0000-0010   | Gick inte vidare       | Gick inte vidare     | Gick inte vidare                                                       | Gick inte vidare                           | Gick inte vidare |
| Yoel Razvozov | Lättvikt (-73 kg)       | Martínez (CUB) W 1000-0000                                                                   | Fernandes (FRA) L 0001-1000 | Did not advance        | Did not advance      | Omgång 1 Xie (CHN) W 1100-0000 Omgång 2 Guilheiro (BRA) L 0020-1101    | Gick inte vidare                           | Gick inte vidare |
| Ariel Ze'evi  | Halv tungvikt (-100 kg) | Sabino (BRA) W 1010-0100                                                                     | Monti (ITA) W 1011-0111     | Jang (KOR) L 0110-1002 | Gick inte vidare     | Omgång 2 Moussima (CMR) W 0210-0000 Omgång 3 Lemaire (FRA) W 1001-0000 | Bronsmatch van der Geest (NED) W 1002-0001 | =                |

Damer
| Idrottare       | Gren                   | Sextondelsfinal      | Åttondelsfinal             | Kvartsfinal          | Semifinal            | Återkval             | Final                | Final            |
| Idrottare       | Gren                   | Motståndare Resultat | Motståndare Resultat       | Motståndare Resultat | Motståndare Resultat | Motståndare Resultat | Motståndare Resultat | Placering        |
| --------------- | ---------------------- | -------------------- | -------------------------- | -------------------- | -------------------- | -------------------- | -------------------- | ---------------- |
| Michal Feinblat | Halv lättvikt (-52 kg) | BYE                  | Monteiro (POR) L 0000-1010 | Gick inte vidare     | Gick inte vidare     | Gick inte vidare     | Gick inte vidare     | Gick inte vidare |

## Kanotsport
Sprint
| Kanotist              | Gren                 | Heat     | Heat      | Semifinal | Semifinal | Final            | Final            |
| Kanotist              | Gren                 | Tid      | Placering | Tid       | Placering | Tid              | Placering        |
| --------------------- | -------------------- | -------- | --------- | --------- | --------- | ---------------- | ---------------- |
| Larissa Peisakhovitch | Damernas K-1 500 m   | 1:54.234 | 3 QS      | 1:55.096  | 2 QF      | 1:53.089         | 6                |
| Michael Kolganov      | Herrarnas K-1 500 m  | 1:39.745 | 4 QS      | 1:43.411  | 8         | Gick inte vidare | Gick inte vidare |
| Roei Yellin           | Herrarnas K-1 1000 m | 3:34.036 | 3 QS      | 3:30.005  | 3 QF      | 3:43.485         | 9                |

## Konstsim
| Idrottare                      | Gren           | Teknisk rutin | Teknisk rutin | Fri rutin (inledande) | Fri rutin (inledande)  | Fri rutin (inledande) | Fri rutin (final) | Fri rutin (final)      | Fri rutin (final) |
| Idrottare                      | Gren           | Poäng         | Placering     | Poäng                 | Totalt (teknisk + fri) | Placering             | Placering         | Totalt (teknisk + fri) | Placering         |
| ------------------------------ | -------------- | ------------- | ------------- | --------------------- | ---------------------- | --------------------- | ----------------- | ---------------------- | ----------------- |
| Anastasia Gloushkov Inna Yoffe | Damernas duett | 42.750        | 43.000        | 85.750                | 17                     | Gick inte vidare      | Gick inte vidare  | Gick inte vidare       |                   |

## Segling
Herrar
| Seglare               | Gren    | Lopp | Lopp | Lopp | Lopp | Lopp | Lopp | Lopp | Lopp | Lopp | Lopp | Lopp | Summerad poäng | Finalplacering |
| Seglare               | Gren    | 1    | 2    | 3    | 4    | 5    | 6    | 7    | 8    | 9    | 10   | M*   | Summerad poäng | Finalplacering |
| --------------------- | ------- | ---- | ---- | ---- | ---- | ---- | ---- | ---- | ---- | ---- | ---- | ---- | -------------- | -------------- |
| Gal Fridman           | Mistral | 8    | 3    | 5    | 5    | 1    | 7    | 5    | 1    | 8    | 5    | 2    | 42             | 1              |
| Udi Gal Gideon Kliger | 470     | 19   | 12   | 6    | 8    | 23   | 9    | 5    | 11   | 23   | 12   | DSQ  | 128            | 15             |

M = Medaljlopp; EL = Eliminerad – gick inte vidare till medaljloppet;
Damer
| Seglare                     | Gren    | Lopp | Lopp | Lopp | Lopp | Lopp | Lopp | Lopp | Lopp | Lopp | Lopp | Lopp | Summerad poäng | Finalplacering |
| Seglare                     | Gren    | 1    | 2    | 3    | 4    | 5    | 6    | 7    | 8    | 9    | 10   | M*   | Summerad poäng | Finalplacering |
| --------------------------- | ------- | ---- | ---- | ---- | ---- | ---- | ---- | ---- | ---- | ---- | ---- | ---- | -------------- | -------------- |
| Lee Korzits                 | Mistral | 15   | 15   | 12   | 17   | 12   | 8    | 14   | 12   | 7    | 10   | 12   | 117            | 13             |
| Nike Kornecki Vered Buskila | 470     | OCS  | 11   | RAF  | 19   | 6    | 13   | 12   | 5    | 4    | 13   | 18   | 122            | 18             |

M = Medaljlopp; EL = Eliminerad – gick inte vidare till medaljloppet;

## Taekwondo
| Idrottare  | Gren            | Åttondelsfinaler      | Kvartsfinaler        | Semifinaer           | Återkval             | Bronsmatch           | Final                | Final            |
| Idrottare  | Gren            | Motståndare Resultat  | Motståndare Resultat | Motståndare Resultat | Motståndare Resultat | Motståndare Resultat | Motståndare Resultat | Placering        |
| ---------- | --------------- | --------------------- | -------------------- | -------------------- | -------------------- | -------------------- | -------------------- | ---------------- |
| Maya Arusi | Damernas −49 kg | Contreras (VEN) L 1–5 | Gick inte vidare     | Gick inte vidare     | Gick inte vidare     | Gick inte vidare     | Gick inte vidare     | Gick inte vidare |

## Tennis
| Spelare                  | Gren       | Omgång 1                | Omgång 2                             | Åttondelsfinaler                     | Kvartsfinaler                            | Semifinaler       | Final / BM        | Final / BM       |
| Spelare                  | Gren       | Motståndare Poäng       | Motståndare Poäng                    | Motståndare Poäng                    | Motståndare Poäng                        | Motståndare Poäng | Motståndare Poäng | Placering        |
| ------------------------ | ---------- | ----------------------- | ------------------------------------ | ------------------------------------ | ---------------------------------------- | ----------------- | ----------------- | ---------------- |
| Jonathan Erlich Andy Ram | Herrdubbel | i.u.                    | Enqvist / Söderling (SWE) W 7–5, 6–3 | Andreev / Davydenko (RUS) W 6–4, 6–1 | Kiefer / Schüttler (GER) L 6–2, 2–6, 2–6 | Gick inte vidare  | Gick inte vidare  | Gick inte vidare |
| Anna Smashnova           | Damsingel  | Garbin (ITA) L 2–6, 1–6 | Gick inte vidare                     | Gick inte vidare                     | Gick inte vidare                         | Gick inte vidare  | Gick inte vidare  | Gick inte vidare |